# Leipziger Volkszeitung
Die Leipziger Volkszeitung (LVZ) ist die einzige Tageszeitung in Leipzig und damit eine Monopolzeitung. Sie gehört zur Madsack Mediengruppe im Redaktionsnetzwerk Deutschland. Die verkaufte Auflage beträgt 104.182 Exemplare, ein Minus von 68,3 Prozent seit 1998.
Die von 1894 bis zum Verbot durch die Gleichschaltung nach Machtergreifung der Nationalsozialisten 1933 erschienene gleichnamige Zeitung nahm eine wichtige Stellung in der sozialdemokratischen Arbeiterbewegung ein.

## Geschichte

Titelseite der ersten Ausgabe der LVZ vom 1. Oktober 1894

### Kaiserreich und Weimarer Republik
Die Leipziger Volkszeitung blickt auf eine lange sozialdemokratische Geschichte zurück. Am 29. September 1894 erschien die erste Auflage der LVZ als Probenummer, mit einer Auflage von 50.000 Exemplaren, die gratis verteilt wurden.
Auf diese Ausgabe wurde am 28. September durch die Zeitung Der Wähler in seiner letzten Ausgabe mit den Worten Zur gefälligen Beachtung hingewiesen. Ab dem 1. Oktober 1894 wurde die LVZ in der neu gegründeten Buchdruckerei und Aktiengesellschaft G. Heinisch in der Mittelstraße Nr. 7 (heute: Hans-Poeche-Straße) im damaligen Graphischen Viertel hergestellt. Die Zeitung erschien in einem Umfang von 12 bis 14, mitunter auch 28 Seiten. Als Chefredakteur konnte Bruno Schönlank gewonnen werden, was vor allen Dingen Paul Kleemann zu verdanken war, der bis zum Jahr 1910 dem Aufsichtsrat vorstand. Unter der Leitung Schönlanks entwickelte sich die LVZ zu einer der bedeutendsten sozialdemokratischen Zeitungen. Der Umzug in das neue Verlagsgebäude Tauchaer Straße 19 bis 21 (heute Rosa-Luxemburg-Straße), entworfen von dem Architekten Oscar Schade, fand 1910 statt.
Direkt nachdem die Redaktionsgeschäfte in Schönlanks Hand lagen, registrierte die Polizei die geschickte Leitung der Zeitung, die zwar eine ungemein scharfe und aufreizende Sprache führe, allerdings so geschickt und vorsichtig gehalten sei, dass eine gerichtliche Verfolgung bis auf eine Ausnahme nicht möglich sei.
Nach dem frühen Tod Schönlanks im Oktober 1901 übernahmen zunächst Wilhelm Blos und Franz Mehring die Leitung der LVZ. Am 1. April 1902 trat Rosa Luxemburg in die Redaktion der Zeitung ein. Doch nur drei Monate später verließ sie diese wieder, da sie sich mit den Mitarbeitern überwarf. Hierauf wurde Mehring alleiniger Chefredakteur. Diesen Posten führte er bis zu seinem Rücktritt im Jahr 1907 aus. Auf Mehring folgte Paul Lensch, der seit 1902 bei der LVZ beschäftigt war, und nach dessen Entlassung im Jahr 1913 übernahm Hans Bloch die Chefredaktion.
In dieser Zeit war die LVZ (1914 mit einer Auflage von 53.000) das wichtigste Sprachrohr des linken SPD-Flügels um Rosa Luxemburg. 1917, nach der Spaltung der SPD, ging die Zeitung in den Besitz der USPD über und erschien nach deren Wiedervereinigung mit der SPD 1922 bis zum Verbot 1933 erneut als SPD-Organ.

### DDR-Zeit

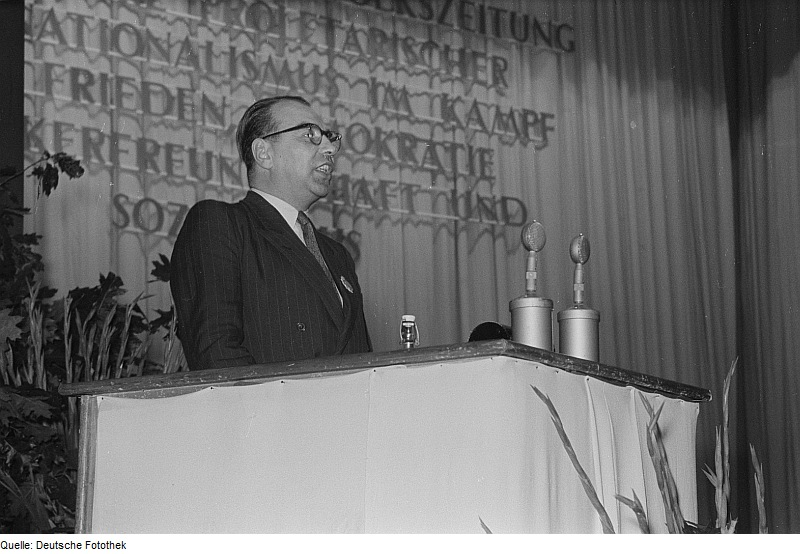
Der Chefredakteur Kurt Hanke bei der Festrede anlässlich des 60-jährigen Bestehens der LVZ in der Kongreßhalle (1954)

Auf dem durch den Krieg zerstörten Gelände der Leipziger Neuesten Nachrichten (LNN), der bis zum Kriegsende auflagenstärksten Zeitung der Stadt, entstand von 1946 bis Mitte der 1950er Jahre eine neue Druckerei und Redaktion für die LVZ. Das Gelände, das an die LVZ fiel, gehörte bis 1945 dem Zeitungsverleger Edgar Herfurth (1865–1950), der auf der Grundlage des Volksentscheids in Sachsen 1946 als „Kriegsverbrecher“ enteignet wurde. Ihm war das Weitererscheinen der Zeitung mit Verweis auf seine „profaschistische Haltung“ verboten worden.
Ab 19. Mai 1946 war die LVZ das Parteiorgan und Sprachrohr der SED für Westsachsen, später für Nordwestsachsen und bis zur Wende 1989 das Organ der SED-Bezirksleitung Leipzig.
Das Gebäude der Leipziger Volkszeitung in der Tauchaer Straße 19–21 (heute Rosa-Luxemburg-Straße) wurde zu DDR-Zeiten als Lenin-Gedenkstätte genutzt. Seit 1996 hat das Gebäude den Namen Richard-Lipinski-Haus, nach dem ehemaligen Vorsitzenden der SPD von 1907 bis 1912 Richard Lipinski (1867–1936).

### Seit 1990

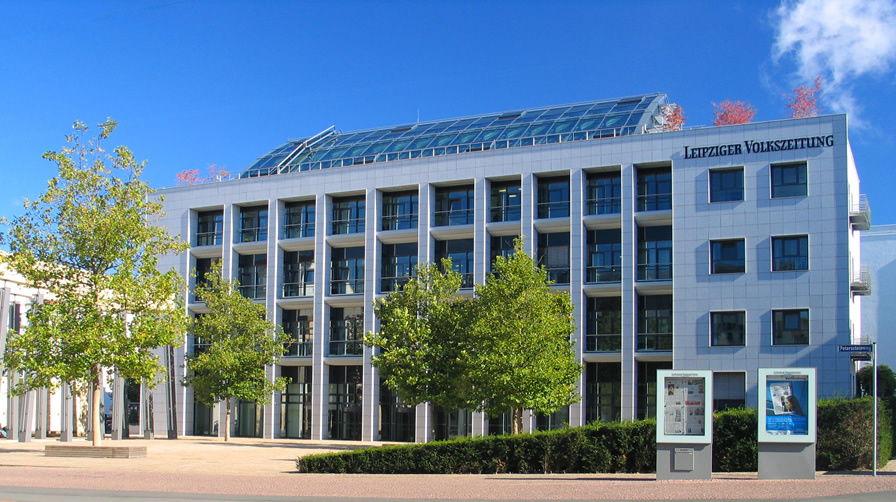
Zentrale der Leipziger Volkszeitung, Peterssteinweg 19 (2004)

An der traditionsreichen Leipziger Volkszeitung beteiligten sich jeweils zu 50 Prozent die Verlage Axel Springer und Madsack (Hannover), die den Verlag 1991 von der Treuhand zu gleichen Teilen gekauft hatten. Im Oktober 2008 nahm Springer Verhandlungen mit Madsack auf, um neben der LVZ auch weitere Zeitungsbeteiligungen (Ostsee-Zeitung, Lübecker Nachrichten und Kieler Nachrichten) zu veräußern. Seit dem 5. Februar 2009 gehört die Leipziger Volkszeitung zu 100 Prozent zur Madsack Gruppe aus Hannover.
Die SPD ist über ihre Medienholding ddvg mit 20,4 Prozent an der Madsack Gruppe beteiligt. Die LVZ erscheint weiter in der nord- und mittelsächsischen Region um die Messestadt Leipzig und im Nordteil des thüringischen Landkreises Altenburger Land.
Teilweise wird sie, so in Döbeln oder Altenburg, unter eigenem Namen vertrieben, teilweise trägt sie den Namen der Lokalausgabe im Untertitel (Kopfblatt).
Seit dem 6. November 1996 hat die Leipziger SPD ihre Büros in dem renovierten Gebäude der Leipziger Volkszeitung in der Tauchaer Straße 19 bis 21 (heute Rosa-Luxemburg-Straße), es trägt jetzt den Namen Richard-Lipinski-Haus.
Seit 1999 arbeitet die Redaktion der LVZ in einem neuen Gebäude am Leipziger Peterssteinweg 19. Es entstand für etwa 50 Millionen D-Mark durch eine vollständige Sanierung des in der Nachkriegszeit gebauten Druckerei- und Verlagsgebäudes. Seit 2004 sind im gegenüber liegenden Gebäude die Geschäftsstelle und die Online-Redaktion der LVZ untergebracht.
Im Jahr 2002 erhielt die Zeitung den Lokaljournalistenpreis der Konrad-Adenauer-Stiftung.
Im Dezember 2020 übernahm die Journalistin Hannah Suppa die Leitung der Chefredaktion der Leipziger Volkszeitung. Sie war zuvor zwei Jahre lang Chefredakteurin bei der Märkischen Allgemeinen Zeitung.

## Auflage und Verbreitung
Die Leipziger Volkszeitung hat in den vergangenen Jahren erheblich an Auflage eingebüßt. Die verkaufte Auflage ist in den vergangenen 10 Jahren um durchschnittlich 6,1 % pro Jahr gesunken. Im vergangenen Jahr hat sie um 7,3 % abgenommen. Sie beträgt gegenwärtig 104.182 Exemplare. Der Anteil der Abonnements an der verkauften Auflage liegt bei 90,4 Prozent.
| 1998   | 1999   | 2000   | 2001   | 2002   | 2003   | 2004   | 2005   | 2006   | 2007   | 2008   | 2009   | 2010   | 2011   | 2012   | 2013   | 2014   | 2015   | 2016   | 2017   | 2018   | 2019   | 2020   | 2021   | 2022   | 2023   | 2024   |
| ------ | ------ | ------ | ------ | ------ | ------ | ------ | ------ | ------ | ------ | ------ | ------ | ------ | ------ | ------ | ------ | ------ | ------ | ------ | ------ | ------ | ------ | ------ | ------ | ------ | ------ | ------ |
| 328901 | 318496 | 309680 | 302486 | 293650 | 285163 | 274366 | 265933 | 251530 | 238437 | 228628 | 221380 | 216522 | 211221 | 206599 | 201272 | 196243 | 189511 | 179993 | 170849 | 160767 | 151708 | 142343 | 136016 | 123991 | 112411 | 104182 |

Die Leipziger Volkszeitung erscheint jeden Tag mit neun regionalisierten Ausgaben. Im Verbund mit dem Naumburger Tageblatt ist sie über den Großraum Leipzig hinaus in drei Bundesländern – Sachsen, Thüringen und Sachsen-Anhalt – präsent. Die LVZ ist in Leipzig und Umgebung die einzige große regionale Abonnement-Tageszeitung. Mit der Zeitung verbunden sind auch die Dresdner Neuesten Nachrichten (DNN) und die Torgauer Zeitung. Nach einer Analyse des Fachmagazins Medientenor aus dem Jahr 2005 lag die LVZ mit 236 Nennungen bundesweit an neunter Stelle der meistzitierten Tageszeitungen.

### „Madsack 2018“ und die LVZ
Mit der Agenda „Madsack 2018“ kündigte die Madsack-Konzernspitze am 2. Oktober 2013 bei einer Führungskräftetagung der Mediengruppe in Hannover einen Umbau des Konzerns an. Eine neue Zentralredaktion, die unter „RedaktionsNetzwerk Deutschland GmbH“ firmieren werde, solle laut Geschäftsführer Thomas Düffert „überregionale Inhalte in einer besseren Qualität bieten, als eine einzelne Regionalzeitung sie allein liefern könnte“. Aufbau und Leitung der Zentralredaktion übernehme Matthias Koch, derzeit Chefredakteur der Hannoverschen Allgemeinen Zeitung.
Michael Konken vom Deutschen Journalisten-Verband (DJV) sprach von einem „Schlag gegen die Medienvielfalt“. Der Betriebsrat befürchtet Arbeitsplatzverluste, die Schließung von Standorten, weitere tariffreie Zonen, die Abqualifizierung von Tätigkeiten und gravierende Nachteile für die Beschäftigten.
Im Mai 2014 wurde bekannt, dass der LVZ mit „Madsack 2018“ massive Stellenkürzungen bevorstehen: Rund 40 Mitarbeiter sollen noch 2014 die Redaktionen verlassen, die Zahl der Vollzeitstellen sinkt bis Ende 2015 auf 90 (die LVZ hat laut DJV Sachsen etwa 165 Redaktionsmitarbeiter). Der Stellenabbau erfolgt ressortübergreifend und betrifft Redakteure und Sekretärinnen. In den Außen-Redaktionen Delitzsch-Eilenburg, Wurzen-Grimma und Borna-Geithain sollen jeweils maximal drei Mitarbeiter verbleiben. Die Leipziger Internet Zeitung und sogar der Mitteldeutsche Rundfunk sorgen sich da ernsthaft um die Zukunft des Lokaljournalismus in Mitteldeutschland.

## Blattstruktur und Layout
Die LVZ erscheint werktäglich, seit dem 13. Januar 2007 in vier Büchern. Das erste Buch beinhaltet den Mantel- und den Wirtschaftsteil, es folgen Kultur, Lokales und Sport. In der Freitagsausgabe ergänzt diese Bücher das politisch orientierte „Magazin“, in der Wochenendausgabe das unterhaltungsorientierte „Journal“ sowie diverse Extraseiten. Seit dem Relaunch der LVZ hat sich nicht nur die Blattstruktur, sondern auch das Layout gewandelt. War es bis Anfang 2007 von der auch im Titel vertretenen Hausfarbe der LVZ, einem Cyan-Blau geprägt, sind das Logo und markante Elemente der LVZ seit dem 13. Januar 2007 in einem dunklen Blau gehalten. Die Titelköpfe der Aufschlagseiten sind in einem dunklen Rot gestaltet. Zudem hat mit dem Relaunch jeder Teil der Zeitung eine eigene Farbe erhalten. So ist das Magazin dunkelgrün, das Journal orange, der Stellenmarkt olivgrün, der Reiseteil lindgrün, der Immobilienteil braun und der Automobilteil silberblau. Die Hausschrift der LVZ ist die „Centennial“ der Firma Linotype GmbH.
Seit dem 31. Oktober 2019 wird die Leipziger Volkszeitung nach einem Relaunch im Rheinischen Format (327 × 480 mm) produziert (die beigelegte Fernsehzeitschrift ist prisma). Gedruckt wird sie laut Impressum vom 1. November 2019 in der MZ-Druckereigesellschaft mbH in Halle (Saale). Von Oktober 1990 bis 30. Oktober 2019 erschien die LVZ im Norddeutschen Format (400 × 570 mm), im Gegensatz etwa zur Sächsischen Zeitung (dominant im Regierungsbezirk Dresden), die das Rheinische Format (350 × 510 mm) verwendet. Die LVZ wurde bis zur Format-Umstellung ab 31. Oktober 2019 in der 1991 eröffneten, verlagseigenen Druckerei in Leipzig-Stahmeln gedruckt (womit zugleich das Ende dieser Druckerei gekommen war).
Mit dem Relaunch der Zeitungen Leipziger Volkszeitung, Dresdner Neueste Nachrichten und Hannoversche Allgemeine am 10. Mai 2014 hat sich die Optik der drei Titel vereinheitlicht. Damit werden nun noch mehr Inhalte der drei Zeitungen zentral in Hannover produziert. Das Konzept „Madsack 2018“ zielt dabei auf die zentrale Herstellung überregionaler Inhalte für die Regionalzeitungen; diese erstellt die in Hannover ansässige Zentralredaktion Redaktionsnetzwerk Deutschland (RND).

## Druckerei in Leipzig-Stahmeln (1993–2019)
Die Leipziger Volkszeitung wurde bis 30. Oktober 2019 – lange Zeit auch die Bild-Zeitung für die Ausgaben Sachsen-Anhalt (Teilauflage), Chemnitz, Dresden, Leipzig, Thüringen (Teilauflage), die Leipziger Rundschau, der Sachsen-Sonntag und einige andere Druckerzeugnisse – im Druckhaus der Zeitungsdruckerei Leipzig in Stahmeln gedruckt. Das 350 Millionen D-Mark teure Gebäude wurde 1993 als größte Zeitungsdruckerei der Neuen Bundesländer (59.000 Quadratmeter) eingeweiht und erhielt 1994 den erstmals verliehenen „Sächsischen Staatspreis für Architektur und Bauwesen“. Im Jahr 2006 wurden die alten Druckmaschinen des Typs Colorman 35 des Herstellers MAN Roland verkauft und eine neue Rotation mit Maschinen des Typs KBA Commander der Firma Koenig & Bauer AG Würzburg eingerichtet. Mit dieser 30 Millionen Euro teuren Investition wurde eine durchgehend farbige Vierbuchproduktion möglich. Seit dem 13. Januar 2007 erschien die LVZ in diesem Layout. Die letzte große Investition erfolgte in den Jahren 2009 und 2010 im Bereich der Weiterverarbeitung und des Versands. Dieser Umbau ermöglichte die Produktionsanpassung an die bereits in den Jahren 2005/06 erneuerte Rotation bezüglich Geschwindigkeit, Qualität und Aktualität der Zeitung sowie eine Erweiterung der Produktpalette. Anfang Oktober 2018 gab Madsack bekannt, den Druckstandort Leipzig zum Ende des Jahres 2019 aufzugeben.
Die Zeitungsdruckerei Leipzig verbrauchte jährlich 33.395 Tonnen Papier und 393 Tonnen bunte sowie 295 Tonnen schwarze Farbe. 500.000 Druckplatten wurden pro Jahr für den Druck der verschiedenen Erzeugnisse produziert. 99,8 Prozent aller Druckabfälle, die dort entstanden, waren recycelbar.
Seit 31. Oktober 2019 wird die LVZ im Rheinischen Format in der MZ-Verlagsdruckerei in Halle (Saale) gedruckt.
Produktion
Die Zeitungsproduktion für den Folgetag begann ca. 21.00 Uhr, per Richtfunk wurden die elektronischen Daten in die Druckerei nach Stahmeln gesendet. Um die Daten zu senden und zu empfangen, befand sich auf dem Dach des Verlagshauses im Peterssteinweg sowie neben dem Gelände der Druckerei ein Funkmast, den die LVDG als alleiniger Netzbetreiber unterhielt.
In der Druckplattenherstellung brachten zwei Laserbelichter die elektronischen Daten auf die Aluminium-Druckplatten. Pro Nacht wurden so fast 2000 Druckplatten produziert, die dann mit einer Miniaturschwebebahn direkt an eine der Druckmaschinen gelangten. Die Druckmaschinen verarbeiteten pro Nacht 100 Tonnen Zeitungsdruckpapier, 1.400 kg Farbe und 900 kg Schwarz im Vierfarbendruck, zu ca. 600.000 druckfrischen Zeitungen. Diese gelangten mittels Transportkette in die Druckweiterverarbeitung. Dort wurden die gedruckten Zeitungsteile dann zu fertigen Produkten zusammengestellt.
Zum einen konnten sie direkt nach dem Druck zu Paketen verpackt werden. Zum anderen bestand die Möglichkeit, mit Hilfe einer Einstecktrommel und eines Rollstreams Werbeprospekte einzulegen.
Die fertigen Pakete gelangten über Transportbänder zu den jeweiligen LKW, die sie im gesamten Verbreitungsgebiet verteilten.

## Chefredakteure
Chefredakteure der Leipziger Volkszeitung:
| Zeitraum  | Name                                                            |
| --------- | --------------------------------------------------------------- |
| 1894–1901 | Bruno Schönlank                                                 |
| 1901–1902 | Wilhelm Blos und Franz Mehring                                  |
| 1902–1907 | Franz Mehring                                                   |
| 1907–1913 | Paul Lensch                                                     |
| 1913–1923 | Hans Block                                                      |
| 1923–1933 | Hugo Saupe                                                      |
| 1933–1945 | (LVZ verboten und nicht erschienen)                             |
| 1946–1948 | Gerhard Dengler                                                 |
| 1948–1950 | Herbert Bergner                                                 |
| 1950–1952 | Karl Bathke                                                     |
| 1952–1953 | kommissarisch Hans Schrecker in Vertretung von Horst Sindermann |
| 1953–1954 | Georg Stibi                                                     |
| 1954      | Erich Richter                                                   |
| 1954–1957 | Kurt Hanke                                                      |
| 1957–1959 | Walter Hedeler                                                  |
| 1959      | Herbert Schulze                                                 |
| 1959–1963 | Hans Teubner                                                    |
| 1963–1969 | Jochen Pommert                                                  |
| 1969–1978 | Werner Stiehler                                                 |
| 1978–1989 | Rudolf Röhrer                                                   |
| 1989–1991 | Wolfgang Tiedke                                                 |
| 1991–2003 | Hartwig Hochstein                                               |
| 2003–2012 | Bernd Hilder                                                    |
| 2012      | kommissarisch André Böhmer, Michael Schneider                   |
| 2012–2020 | Jan Emendörfer                                                  |
| seit 2020 | Hannah Suppa                                                    |

## Lokalausgaben

### Mit eigenem Namen
| Ausgabe                            | Verbreitungsgebiet         | Verkaufte Auflage | Leitender Redakteur |
| ---------------------------------- | -------------------------- | ----------------- | ------------------- |
| Döbelner Allgemeine Zeitung (DAZ)  | Altkreis Döbeln            | 3402              | Thomas Lieb         |
| Oschatzer Allgemeine Zeitung (OAZ) | Altkreis Oschatz           | 3896              | Hagen Rösner        |
| Osterländer Volkszeitung (OVZ)     | Landkreis Altenburger Land | 5716              | Frank Prenzel       |
| Dresdner Neueste Nachrichten (DNN) | Dresden                    | 11.907            | Dirk Birgel         |

### Als LVZ mit Untertitel
| Ausgabe                            | Verbreitungsgebiet                | Verkaufte Auflage | Leitender Redakteur |
| ---------------------------------- | --------------------------------- | ----------------- | ------------------- |
| Delitzsch-Eilenburger Kreiszeitung | Altkreise Delitzsch und Eilenburg | 7081              | Frank Pfütze        |
| Muldentalzeitung                   | Altkreise Grimma und Wurzen       | 9739              | Thomas Lieb         |
| Borna-Geithainer Zeitung           | Altkreise Borna und Geithain      | 7421              | Thomas Lieb         |

Assoziiert mit der LVZ ist die Torgauer Zeitung, die bei der Torgauer Verlagsgesellschaft erscheint und seit 2020 mehrheitlich ebenfalls zur Verlagsgruppe Madsack gehört.

### Redaktionsleiter
- Hauptausgabe: Björn Meine
- Geschäftsführer: Björn Steigert, Adrian Schimpf
- Chefredakteur: Hannah Suppa
- Stellvertretende Chefredakteure: André Böhmer, Olaf Majer

## Preisträger der LVZ bei Journalistenpreisen

### Deutscher Lokaljournalistenpreis
Die Leipziger Volkszeitung wurde mehrfach beim Deutschen Lokaljournalistenpreis der Konrad-Adenauer-Stiftung ausgezeichnet, davon mehrfach mit einem Hauptpreis. Das Jahr des Preises entspricht dem Datum der ausgezeichneten Veröffentlichung. Die Bekanntgabe und Preisverleihung findet im Folgejahr statt.
- Sonderpreis 1994 für die Serie Streifzug durchs Borna-Geithainer Land
- Sonderpreis 1995 für die zweiwöchentliche Serie Vor 50 Jahren – das Kriegsende in und um Leipzig, in der die LVZ auf den Tag über das berichtete, was sich in Leipzig und der Umgebung 1945 abgespielt hatte. Für diese Serie, der eine 40-seitige Verlagsbeilage folgte, konnte die LVZ den Militärhistoriker Dieter Kürschner gewinnen.
- Sonderpreis 1997 für die Serie Gesichter eines Augenblicks
- 2. Preis 1998 für die Serien Nachgehakt sowie Eingemeindet – und nun? der Lokalredaktion Eilenburg. Erstere wurde durch den heutigen stellvertretenden Chefredakteur, Olaf Majer, konzipiert: Eine einmal monatlich erscheinende Sonderseite griff Themen des Vorjahres wieder auf und drehte sie weiter.
- 1. Preis 2002 für die zwölfteilige Serie Warum? über auffällige Gegensatzpaare, etwa: „Warum ist die eine Straße eine beliebte Einkaufs- und Kulturmeile, während auf einer vergleichbaren anderen die Läden schließen?“
- Sonderpreis 2007 in der Kategorie Reporter für die Serie Schlaflos in …, für die sich Reporter Haig Latchinian eine Nacht pro Woche in Dörfern des Verbreitungsgebietes einquartierte und mit den Menschen dort sprach. Er hörte zu, ließ sich Geschichten von damals und heute erzählen, von den ganz alltäglichen und besonderen Dingen. Dazu die Jury: „Der Reporter widmet den Orten des Muldentaler Ostens einen halben Tag und eine ganze Nacht. Der Serientitel ‚Schlaflos in …‘ deutet darauf hin: Er macht auch den Großteil der Nacht zum Tag, fragt und hört zu. Die Reportagen sind Liebeserklärungen an Orte, die schön sind, und Menschen, die sich wohlfühlen: Heimat zum Anfassen.“[43] Die Zeitungs-Serie ist 2008 auch als Buch mit dem Titel Schlaflos. Unterwegs im Herzen des Muldentals erschienen (ISBN 978-3-9811948-4-5).
- Sonderpreis 2012 in der Kategorie Kontinuität für die Serie Warum? – 10 Jahre danach.
- 1. Preis 2015 gemeinsam mit Freie Presse und Sächsische Zeitung ihr gemeinsames Projekt Ambulant operieren. So zufrieden sind Patienten in Sachsen in Zusammenarbeit mit der TU Dresden

### Sonstige Preise
Im Jahr 2001 erhielt Chefreporter Thomas Mayer den Preis für die Freiheit und Zukunft der Medien der Medienstiftung der Sparkasse Leipzig. Er initiierte 1999 die Leipziger Spendenaktion „Kosovo-Hilfe“ und begleitete die Hilfstransporte. 2020 erhielt die LVZ beim European Newspaper Award einen Preis für die Panoramaseite Die schönsten Marktplätze Nordsachsens in 360 Grad in der Lokalausgabe Delitzsch/Eilenburg mit Fotos ihres Fotografen Wolfgang Sens. Es war die erste Panoramaseite seit der Umstellung auf das Rheinische Format.

## Kunstpreis derLeipziger Volkszeitung
Anlässlich des hundertjährigen Bestehens stiftete die Leipziger Volkszeitung 1994 einen Kunstpreis, der seit 1995 alle zwei Jahre vergeben wird. Er ist verbunden mit einem Preisgeld in Höhe von 10.000 Euro, einer Ausstellung im Museum der bildenden Künste Leipzig und einem Katalog.
Preisträger:
- 1995: Via Lewandowsky
- 1997: Neo Rauch
- 1999: Jörg Herold
- 2001: Tamara Grcic
- 2003: Daniel Roth
- 2005: Matthias Weischer
- 2007: Claudia Angelmaier
- 2009: Julius Popp
- 2011: Jochen Plogsties[46]
- 2013: Sebastian Nebe
- 2015: Owen Gump
- 2017: Benedikt Leonhardt
- 2019: Henrike Naumann[47]
- 2021: Anna Haifisch[48]